# Jouaville

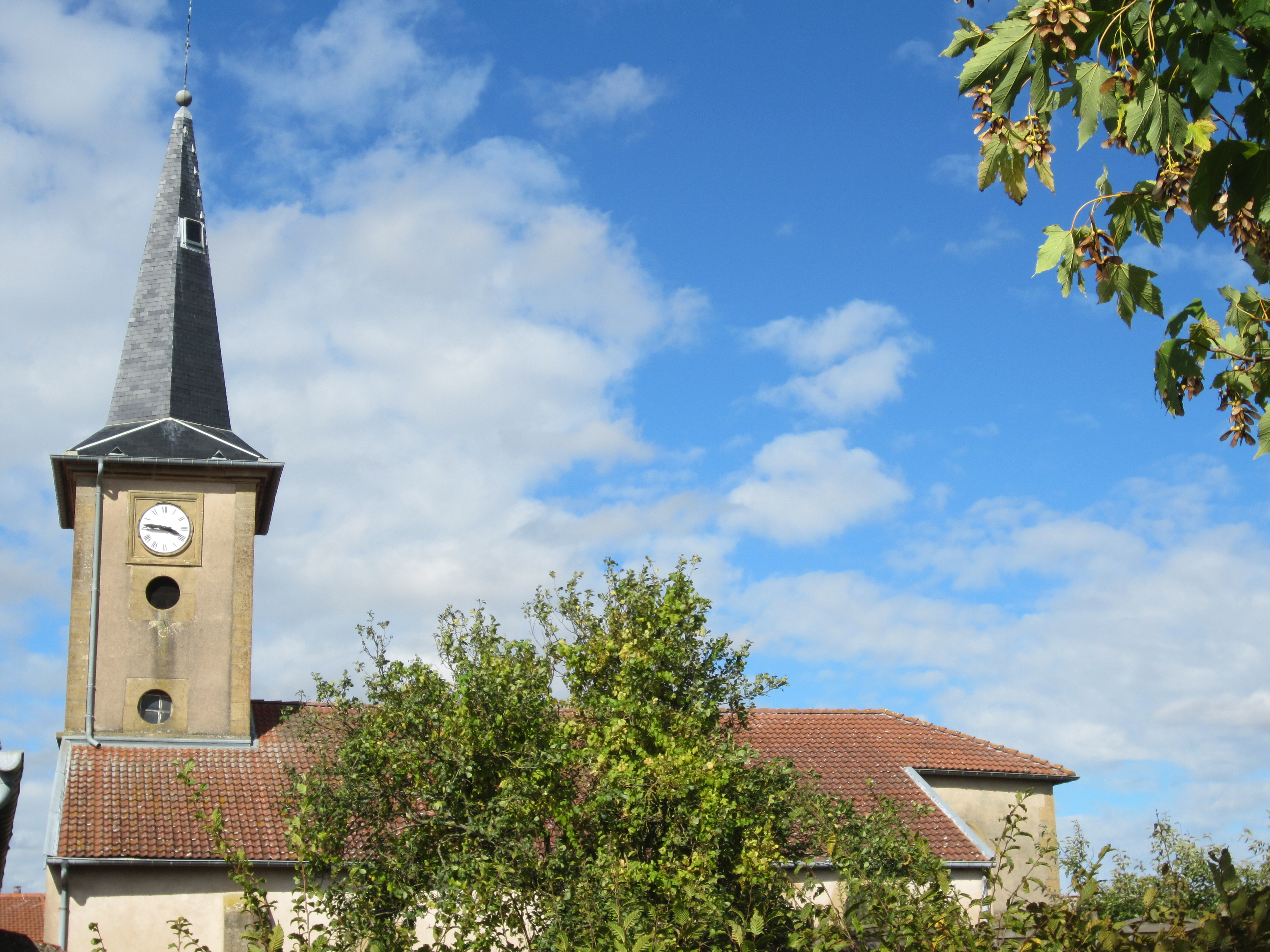
Kościół parafialny pw. św. Krzysztofa (2011)

Jouaville – miejscowość i gmina we Francji, w regionie Grand Est, w departamencie Meurthe i Mozela.
Według danych na rok 1990 gminę zamieszkiwało 268 osób, a gęstość zaludnienia wynosiła 24 osoby/km² (wśród 2335 gmin Lotaryngii Jouaville plasuje się na 780. miejscu pod względem liczby ludności, natomiast pod względem powierzchni na miejscu 524.).

## Populacja

Populacja Jouaville w latach 1962–2008